# Костелецкий, Алан
Алан Костелецкий (англ. Alan Kostelecký) — физик-теоретик, профессор физики при Университете Индианы в Блумингтоне. Известен своими публикациями в рамках «Расширения стандартной модели» (общей теории относительности) в области физики элементарных частиц. Его считают величайшим авторитетом в области нарушения симметрии пространства-времени в мире.
Костелецкий окончил физический факультет Бристольского университета в 1977 году, а диссертацию (Phd. D.) защитил в Йельском университете в 1982 году. Он был членом факультета университета Индианы с 1985 года.
В 1989 году Костелецкий и его коллеги продемонстрировали существование анизотропии в моделях по теории струн, а также предложили новую версию стандартной модели для элементарных частиц (с учетом эффектов ОТО), которая сегодня называется «Расширение стандартной модели», она категоризует различные пути в которых симметрия времени-пространства может быть нарушена. Следует отметить, что «Расширение стандартной модели» имеет параметры, которые могут быть подстроены под нужды модели. На сегодня данная концепция выступает как база для классических тестов теории относительности. Рабочая гипотеза Костелецкого для возможной асимметрии времени-пространства для масштабов 10−35 м, что по сути является длиной масштаба Планка. Он получил поддержку нескольких физиков из разных отраслей, таких как астрофизика и физика элементарных частиц для экспериментального определения присутствия этой асимметрии.
Костелецкий вместе с Самуэлем Стюартом первыми использовали «модель шмеля» (Bumblebee model) в теории гравитации, как самую простую для изучения последствий спонтанного нарушения симметрии Лоренца. Костелецкий провел серию встреч по данной проблеме («Meetings on CPT and Lorentz Symmetry») в Университете Индианы.
Костелецкий стал членом Американской ассоциации содействия развитию науки (AAAS) в 2006 году, Американского физического общества (APS) в 2004 году, а также членом английского Института физики в 2000 году. Он возглавлял комитет APS ради «Heineman Prize» и «Pipkin award» в 2005. Он получил награду от Университета Индианы за отличное обучение студентов в 1988 и 1992 годах, а также преподавательскую награду «Frederic Bachman Lieber» в 1997, и награду Gravity Research Foundation дважды: в 1993 и 2005 годах

## Контрверсия
В конце 1980-х годов «теория струн» была очень популярной и модной. Несмотря на то, что Дейтона Миллера уже давно забыли, а его результаты относительно «нарушения симметрии пространства-времени» (на самом деле, т.. «эфирный ветер» вокруг Земли, построили (с легкой руки Роберта Шенкланда) из-за тривиальной неточности измерительной аппаратуры), однако с появлением экспериментов Рональда Де Витте(1991), который использовал «атомные часы» для измерения задержки сигналов в радиочастотных кабелях, стало понятно, что теорию относительности необходимо «спасать». Совершенно случайно в рамках «теории струн» возникала определенная анизотропия, поэтому ее и использовали для «спасения» хотя бы общей теории относительности. Основным противником Костелецкого на сегодня является Консоли Мауризио(итальянский физик теоретик). В рамках его подхода современные результаты, полученные на интерферометрах с контролем времени атомными часами, элементарно переводятся в «форму Миллера», то есть — относительное движение Земли по орбите вокруг Солнца, и движение Солнечной системы вокруг центра Галактики.